# ليليان بيل
ليليان بيل (بالإنجليزية: Lilian Bell)‏ (1867، شيكاغو في الولايات المتحدة - 1929)؛ روائية أمريكية.